# 匍行狼牙委陵菜
匍行狼牙委陵菜（学名：Potentilla cryptotaeniae var. radicans）为蔷薇科委陵菜属下的一个变种。

## 扩展阅读
- 維基物種上的相關：匍行狼牙委陵菜